# یواس‌ان‌اس گروهبان فرد دبلیو استاکهام (تی‌ای‌کی-۳۰۱۷)
یواس‌ان‌اس گروهبان فرد دبلیو استاکهام (تی‌ای‌کی-۳۰۱۷) (به انگلیسی: USNS GySgt. Fred W. Stockham (T-AK-3017)) یک کشتی است که طول آن ۹۰۷ فوت (۲۷۶ متر) می‌باشد. این کشتی در سال ۱۹۸۰ ساخته شد.